# Luka Ivičić
Luka Ivičić (* 21. August 2003) ist ein bosnischer Leichtathlet, der sich auf den Zehnkampf spezialisiert hat.

## Sportliche Laufbahn
Erste Erfahrungen bei internationalen Meisterschaften sammelte Luka Ivičić beim Europäischen Olympischen Jugendfestival (EYOF) 2019 in Baku, bei dem er mit 4853 Punkten auf den 16. Platz im Zehnkampf gelangte. Im Jahr darauf belegte er bei den U20-Balkan-Meisterschaften in Istanbul mit 5565 Punkten den fünften Platz und 2021 gelangte er bei den U20-Balkan-Meisterschaften ebendort mit 5872 Punkten auf den achten Platz. 2022 wurde er bei den U20-Balkan-Meisterschaften in Denizli mit 6113 Punkten Vierter und im Jahr darauf wurde er bei der 3. Liga der Team-Europameisterschaft im Rahmen der Europaspiele in Chorzów mit übersprungenen 4,00 m Fünfter im Stabhochsprung. Anschließend belegte er bei den Balkan-Meisterschaften in Kraljevo mit 6422 Punkten den fünften Platz im Zehnkampf. 2024 belegte er bei den Balkan-Meisterschaften in Izmir mit 5529 Punkten den sechsten Platz und im Jahr darauf gelangte er bei den Balkan-Meisterschaften in Volos mit 6252 Punkten auf den fünften Platz.
2022 wurde Ivičić bosnischer Meister im Stabhochsprung sowie 2023 und 2024 im Zehnkampf. Zudem wurde er 2025 Hallenmeister im Stabhochsprung sowie im Siebenkampf.

## Persönliche Bestleistungen
- Stabhochsprung: 4,50 m, 4. Mai 2025 in Zagreb
- Zehnkampf: 6422 Punkte, 23. Juli 2023 in Kraljevo
  - Siebenkampf (Halle): 4721 Punkte, 25. Februar 2024 in Belgrad (bosnischer Rekord)